# Тарасов Михайло Петрович
Михайло Петрович Тарасов (1899, село Каменка Черкізовської волості Московського повіту Московської губернії, тепер Московської області, Російська Федерація — 1970, місто Москва, Росія) — радянський державний діяч, секретар ВЦРПС, голова Президії Верховної Ради Російської РФСР. Член Центральної Ревізійної Комісії КПРС у 1952—1956. Кандидат у члени ЦК КПРС у 1956—1961. Депутат Верховної Ради Російської РФСР 2—4-го скликань. Депутат Верховної Ради СРСР 3—5-го скликань.

## Біографія
Народився в родині робітника-залізничника. Освіта неповна середня. Трудову діяльність розпочав у дванадцятирічному віці.
З 1918 року — доброволець-червоноармієць у РСЧА. Учасник Громадянської війни в Росії.
Після демобілізації, з 1923 року працював столяром, стрілочником, кондуктором на Октябрській залізниці.
Член РКП(б) з 1924 року.
У 1925—1926 роках — голова місцевого комітету служби руху Октябрської залізниці.
У 1926—1929 роках — секретар, голова дільничного комітету профспілки залізничників Октябрської залізниці.
У 1929—1931 роках — секретар комітету ВКП(б) Московського залізничного вузла Октябрської залізниці; завідувач транспортного відділу Сокольницького районного комітету ВКП(б) міста Москви.
У 1932—1934 роках — член ЦК профспілки робітників залізничного транспорту: завідувач відділу, секретар і заступник голови ЦК профспілки.
У 1934—1937 роках — на відповідальній роботі в транспортному відділі ЦК ВКП(б): інструктор відділу.
У 1937—1944 роках — голова ЦК профспілки робітників залізниць Центру.
15 березня 1944 — 29 червня 1950 року — секретар і член Президії Всесоюзної центральної ради професійних спілок (ВЦРПС). З 1945 року — член Генеральної ради і Виконавчого комітету Всесвітньої ради профспілок.
Одночасно, 20 червня 1947 — 13 квітня 1951 року — голова Верховної Ради Російської РФСР.
7 липня 1950 — 16 квітня 1959 року — голова Президії Верховної Ради Російської РФСР і заступник голови Президії Верховної Ради СРСР.
У 1959—1970 роках — радник при Раді міністрів РРФСР. У 1959—1962 роках — голова Товариства радянсько-корейської дружби.

## Нагороди
- орден Леніна
- орден Трудового Червоного Прапора
- орден «Знак Пошани»
- албанський орден Свободи 1-го ст.
- медалі